# Arianna Castiglioni

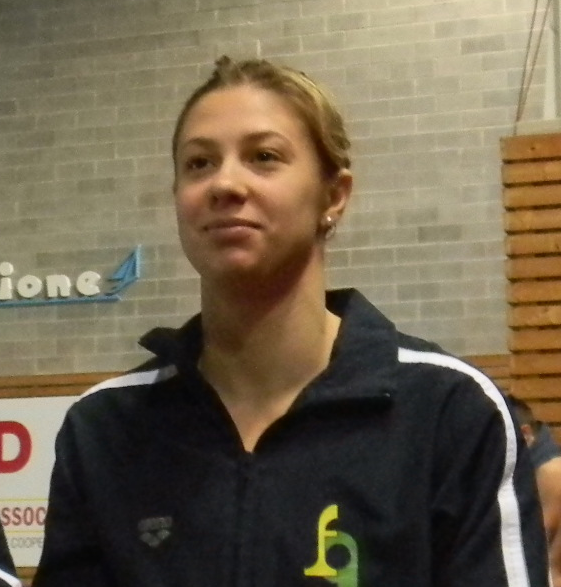
Arianna Castiglioni bei den italienischen Meisterschaften im Frühjahr 2015

Arianna Castiglioni (* 15. August 1997 in Busto Arsizio) ist eine italienische Schwimmerin. Bis 2024 erhielt sie bei Europameisterschaften eine Silbermedaille und sechs Bronzemedaillen auf der 50-Meter-Bahn sowie einmal Gold, zweimal Silber und einmal Bronze auf der 25-Meter-Bahn. Bei Mittelmeerspielen erschwamm sie zwei Goldmedaillen und eine Bronzemedaille.

## Sportliche Karriere
Die 1,67 Meter große Arianna Castiglioni schwamm für Fiamme Gialli, die Sporteinheit der Guardia di Finanza. Im Profibereich startete sie für das Team Insubrica und die Aqua Centurions. Sie gewann über zwanzig italienische Meistertitel im Brustschwimmen.

### Von 2013 bis 2016
Castiglioni erreichte bei den Junioreneuropameisterschaften 2013 dreimal einen Endlauf. Sie wurde Vierte über 50 Meter Brust und mit der 4-mal-100-Meter-Lagenstaffel, über 100 Meter Brust schlug sie als Sechste an. Bei den Juniorenweltmeisterschaften anderthalb Monate später wurde sie Vierte über 50 Meter Brust und Fünfte mit der Staffel.
2014 bei den Europameisterschaften in Berlin siegte über 100 Meter Brust die Dänin Rikke Møller Pedersen vor der Schwedin Jennie Johansson, 0,28 Sekunden hinter der Schwedin erkämpfte Castiglioni die Bronzemedaille vor der Spanierin Jessica Vall. Die 4-mal-100-Meter-Lagenstaffel mit Carlotta Zofkova, Arianna Castiglioni, Ilaria Bianchi und Erika Ferraioli belegte den fünften Platz. Ende des Jahres bei den Kurzbahnweltmeisterschaften in Doha erreichte Castiglioni nur mit den Staffeln ein Finale. Die 4-mal-50-Meter-Lagenstaffel wurde Fünfte, die 4-mal-100-Meter-Lagenstaffel schlug als Siebte an.
2015 bei den Weltmeisterschaften in Kasan wurde Arianna Castiglioni Achte über 100 Meter Brust. Über 50 Meter Brust schied sie im Halbfinale aus. Die 4-mal-100-Meter-Lagenstaffel mit Elena Gemo, Arianna Castiglioni, Ilaria Bianchi und Erika Ferraioli verpasste als Vorlaufneunte das Finale um eine halbe Sekunde. Die 4-mal-100-Meter-Mixed-Lagenstaffel mit Simone Sabbioni, Arianna Castiglioni, Piero Codia und Silvia Di Pietro belegte den sechsten Platz.
Im Mai 2016 bei den Europameisterschaften in London schied Castiglioni sowohl über 50 Meter als auch über 100 Meter Freistil als Zehnte im Halbfinale aus. In der 4-mal-100-Meter-Lagenstaffel schwammen Carlotta Zofkova, Arianna Castiglioni, Ilaria Bianchi und Erika Ferraioli die drittschnellste Vorlaufzeit. Im Finale waren Zofkova, Martina Carraro, Bianchi und Ferraioli fast drei Sekunden schneller als die Vorlaufstaffel, sie gewannen Silber hinter den Britinnen. Für ihren Einsatz im Vorlauf erhielt auch Arianna Castiglioni eine Medaille. Im August bei den Olympischen Spielen in Rio de Janeiro schwamm Castiglioni im Vorlauf über 100 Meter Brust die 17. Zeit und lag 0,11 Sekunden über der Zeit, die für die Halbfinalteilnahme erforderlich gewesen wäre. Die Lagenstaffel mit Carlotta Zofkova, Arianna Castiglioni, Ilaria Bianchi und Federica Pellegrini erreichte das Finale und belegte den achten Platz.

### Von 2017 bis 2019
Bei den Weltmeisterschaften 2017 in Budapest schied Castiglioni über 100 Meter Brust im Halbfinale aus, über 50 Meter Brust belegte sie den siebten Platz. Die italienische 4-mal-100-Meter-Lagenstaffel mit Margherita Panziera, Arianna Castiglioni, Ilaria Bianchi und Federica Pellegrini schwamm auf den achten Platz. Im Dezember fanden in Kopenhagen die Kurzbahneuropameisterschaften 2017 statt. Castiglioni wurde Sechste über 50 Meter Brust und verfehlte als Vierte über 100 Meter Brust die Bronzemedaille um 0,20 Sekunden. Schließlich erreichte die 4-mal-50-Meter-Lagenstaffel mit Silvia Scalia, Arianna Castiglioni, Elena Di Liddo und Erika Ferraioli den sechsten Rang.
Bei den Mittelmeerspielen in Tarragona im Juni 2018 gewann Castiglioni drei Medaillen. Über 50 Meter Brust erreichte sie das Ziel als Erste vor Martina Carraro. Über 100 Meter Brust wurde Castiglioni Dritte hinter zwei Spanierinnen. Die 4-mal-100-Meter-Lagenstaffel mit Margherita Panziera, Arianna Castiglioni, Elena Di Liddo und Erika Ferraioli siegte mit 0,42 Sekunden Vorsprung vor den Französinnen. Im August bei den Europameisterschaften in Glasgow erreichte die 4-mal-100-Meter-Mixed-Lagenstaffel mit Matteo Restivo, Arianna Castiglioni, Elena Di Liddo und Luca Dotto das Finale mit der fünftschnellsten Vorlaufzeit. Im Finale schwammen Margherita Panziera, Fabio Scozzoli, Elena Di Liddo und Alessandro Miressi auf den dritten Platz. Alle sieben Beteiligten erhielten eine Bronzemedaille. Über 100 Meter Brust siegte die Russin Julija Jefimowa vor der Litauerin Rūta Meilutytė, Castiglioni wurde mit 0,28 Sekunden Rückstand auf die Litauerin Dritte. Ihre dritte Bronzemedaille erschwamm Castiglioni über 50 Meter Brust hinter Jefimowa und der Britin Imogen Clark. In der Lagenstaffel schwamm Castiglioni nur im Endlauf, Zofkova, Castiglioni, Di Liddo und Pellegrini belegten den vierten Platz mit 0,09 Sekunden Rückstand auf die drittplatzierten Britinnen. Ende des Jahres bei den Kurzbahnweltmeisterschaften in Hangzhou schied Castiglioni über 50 Meter und über 100 Meter Brust im Halbfinale aus. Die 4-mal-50-Meter Lagenstaffel mit Carlotta Zofkova, Arianna Castiglioni, Elena Di Liddo und Margherita Panziera belegte den achten Platz.
2019 bei den Weltmeisterschaften in Gwangju belegte Castiglioni den achten Platz über 100 Meter Brust. Beim vierten Platz der Lagenstaffel war sie nur mit einem Vorlaufeinsatz beteiligt. Ende des Jahres bei den Kurzbahneuropameisterschaften in Glasgow gab es über 100 Meter Brust einen italienischen Doppelsieg, Martina Carraro gewann und lag eine halbe Sekunde vor Arianna Castiglioni. In der 4-mal-50-Meter-Lagenstaffel war Castiglioni im Vorlauf dabei, die Staffel gewann mit Benedetta Pilato auf der Brustlage die Silbermedaille.

### 2021 bis 2023
2020 ruhte der Wettkampfbetrieb weitgehend, die internationalen Meisterschaften wurden wegen der COVID-19-Pandemie auf 2021 verschoben. Im Mai 2021 fanden die Europameisterschaften in Budapest statt. Über 100 Meter Brust siegte die Schwedin Sophie Hansson, Silber ging an Castiglioni und Bronze an Carraro. Über 50 Meter Brust schlug Castiglioni als Sechste an. In der 4-mal-100-Meter-Lagenstaffel schwammen im Vorlauf Silvia Scalia, Martina Carraro, Elena Di Liddo und Silvia Di Pietro. Im Endlauf erreichten Margherita Panziera, Arianna Castiglioni, Elena Di Liddo und Federica Pellegrini das Ziel als Dritte, 0,05 Sekunden hinter den Russinnen auf dem zweiten Platz. Wie üblich erhielten alle sieben Beteiligten eine Bronzemedaille. Bei den Olympischen Spielen in Tokio belegte die 4-mal-100-Meter-Lagenstaffel mit Panziera, Carraro, Di Liddo und Pellegrini den sechsten Platz, im Vorlauf war Castiglioni auf der Brustlage eingesetzt worden. Die Kurzbahneuropameisterschaften 2021 in Kasan wurden im November ausgetragen. Castiglioni wurde Fünfte über 100 Meter Brust. Über 50 Meter Brust siegte sie vor Benedetta Pilato. Eine weitere Medaille erkämpfte die 4-mal-50-Meter-Lagenstaffel mit Silvia Scalia, Arianna Castiglioni, Elena Di Liddo und Silvia Di Pietro auf dem dritten Platz hinter Russinnen und Schwedinnen. Anderthalb Monate später bei den Kurzbahnweltmeisterschaften in Abu Dhabi trat Castiglioni nur mit der 4-mal-50-Meter-Lagenstaffel an und belegte den siebten Platz.
Im Juni 2022 bei den Weltmeisterschaften in Budapest schwamm Castiglioni im Halbfinale über 100 Meter Brust die elftbeste Zeit, über 50 Meter Brust wurde sie im Vorlauf disqualifiziert. In der Staffel war sie nur im Vorlauf dabei. Im August 2022 war Rom Austragungsort der Europameisterschaften. Über 100 Meter Brust schwammen vier Italienerinnen die vier besten Vorlaufzeiten. Nur Benedetta Pilato und Lisa Angiolini, die beiden Schnellsten, durften ins Finale aufsteigen und erreichten auch einen Doppelsieg. Castiglioni als Drittschnellste und Carraro als Viertschnellste der Vorläufe schieden aus. In den Vorläufen über 50 Meter Brust war Castiglioni Schnellste vor Pilato. Im Finale siegte Rūta Meilutytė vor Pilato und Imogen Clark, 0,12 Sekunden hinter der Britin schlug Castiglioni als Vierte an.
2023 nahm Castiglioni nicht an internationalen Meisterschaften teil. Bei den Weltmeisterschaften 2024 in Doha wurde sie 16. im Halbfinale über 100 Meter Brust. In der Lagenstaffel war sie nur im Vorlauf dabei, beim sechsten Platz im Endlauf schwamm Benedetta Pilato auf der Bruststrecke.